# Pınar Deniz
Pınar Deniz (Adana, 4 de noviembre de 1993) es una actriz y modelo turca, reconocida por su participación en las series de televisión Vatanım Sensin (2016), Bir Deli Rüzgar (2018), y Amor 101 (2019). En 2021 comenzó a rodar la serie Yargı que se emite en España y Latinoamérica.

## Primeros años
Deniz nació en la ciudad de Adana, capital de la provincia del mismo nombre en Turquía. Su familia es de origen libanés y es una de las familias árabes de la antigua y multicultural ciudad de Mardin, en el sudeste turco. Ha declarado que podía hablar Árabe y el dialecto de Mardin de pequeña, pero que ha olvidado completamente el Árabe. Se mudó con su familia a Tarabiya, en el distrito de Sarıyer en Estambul, donde creció.
Tras realizar sus estudios secundarios, Deniz se graduó en la escuela de relaciones públicas y publicidad de la Universidad de Estambul, interesándose paralelamente por el mundo del espectáculo. Como modelo realizó algunas campañas fotográficas, apareciendo además en la publicación "The Atlas of Beauty", donde fue fotografiada por Mihaela Noroc. Perdió a su abuela materna durante la pandemia del COVID-19.

## Carrera

### Inicios
Aunque inicialmente quiso convertirse en psicóloga, Deniz finalmente se decantó por la actuación. Realizando algunas apariciones esporádicas en televisión a comienzos de la década de 2010, su primer papel importante ocurrió en la serie Sil Bastan de 2014, donde personificó a Evrim. Un año después figuró en una nueva serie turca, Beyaz Yalan, interpretando el papel de Azra. También en 2015 interpretó a Sinem en el seriado Gunebakan.

### Reconocimiento
Su mayor exposición internacional llegó en el año 2016, cuando fue seleccionada para interpretar el papel de Yildiz en la exitosa serie de época Vatanım Sensin, presentada inicialmente por el Kanal D y basada en la vida y obra del soldado Mustafa Mümin Aksoy. Ambientada en la Primera Guerra Balcánica (1912-1913) y en la Guerra Greco-Turca (1919-1922), la serie se convirtió en un éxito a nivel internacional e impulsó la carrera de Deniz. Acto seguido, interpretó el papel de Gökçe Yücel en Bir Deli Rüzgar. En 2019 se anunció su participación en la serie Aşk 101, interpretando el papel de Burcu para la plataforma Netflix. La serie vio la luz en el año 2020. En 2021 compartió protagonismo con Kaan Urgancıoğlu (con el cual ya había coprotagonizado la serie Aşk 101) en la serie Yargı (Juicio) que se estrenó en países como España con el nombre de Secretos de Familia. 

## Filmografía

### Cine
| Año  | Título                | Título original        | Papel  | Notas            |
| ---- | --------------------- | ---------------------- | ------ | ---------------- |
| 2017 | Mi hermano 2          | Kardeşim Benim 2       | Didem  | Papel secundario |
| 2020 | Dos Tipos de Personas | İnsanlar İkiye Ayrılır | Ceren  | Papel secundario |
| 2022 | Condena de amor       | Aşkın Kıyameti         | Lydia  | Protagonista     |
| 2022 | Noche oscura          | Karanlık Gece          | Sultan | Papel secundario |

### Online
| Año       | Título         | Título original  | Papel         | Plataforma | Notas        |
| --------- | -------------- | ---------------- | ------------- | ---------- | ------------ |
| 2020–2021 | Amor 101       | Aşk 101          | Burcu         | Netflix    | Protagonista |
| 2021      | Piensa en Esto | Bunu Bi' Düşünün | Yağmur        | BluTV      | Cameo        |
| 2023      | Actriz         | Aktris           | Yasemin Derin | Disney+    | Protagonista |

### Televisión
| Año              | Título | Título original | Papel          | Canal     | Notas            |
| ---------------- | --- | --------------- | -------------- | --------- | ---------------- |
| 2014             | Volver al Punto de Partida                                                                                                | Sil Baştan      | Evrim          | Star TV   | Protagonista     |
| 2015             | Mentiras Blancas | Beyaz Yalanlar  | Azra           | Show TV   | Papel secundario |
| 2015             | Pecadores | Günebakanlar    | Sinem          | ATV       | Papel secundario |
| 2016–2018        | Mi vida eres tú (Hispanoamérica); Te amaré por siempre (Perú, Paraguay); Mi patria eres tú (México); Eres mi vida (Chile) | Vatanım Sensin  | Yıldız         | Channel D | Papel secundario |
| 2018             | Un Viento Loco | Bir Deli Rüzgar | Gökçe Yücel    | Fox       | Protagonista     |
| 2020             | Llama a mi agente | Menajerimi Ara  | Ella misma     | Star TV   | Cameo            |
| 2021             | La habitación roja; El cuarto rojo                                                                                        | Kırmızı Oda     | Nazlı Gündoğan | TV8       | Cameo            |
| 2021–actualmente | Secretos de Familia | Yargı           | Ceylin Erguvan | Channel D | Protagonista     |

### Publicidad
| Año  | Marca         | Producto              |
| ---- | ------------- | --------------------- |
| 2021 | Tadelle       | Chocolate             |
| 2022 | Dyson         | Secador de pelo       |
| 2022 | L'Oréal Paris | Cosmética del cabello |
| 2022 | NetWork       | Outlet                |

## Premios y nominaciones
| Premio                                                                      | Año  | Categoría                                  | Trabajo nominado       | Resultado |
| --------------------------------------------------------------------------- | ---- | ------------------------------------------ | ---------------------- | --------- |
| Premios Honoríficos a la Trayectoria de la Istanbul Kültür University (IKU) | 2017 | Actriz Revelación con más Éxito            | Vatanım Sensin         | Ganadora  |
| Premios de la Asociación Turca de Críticos de Cine                          | 2021 | Mejor Actriz Secundaria                    | İnsanlar İkiye Ayrılır | Nominada  |
| Premios de Redes Sociales IMK                                               | 2021 | Mejor Actriz                               | Secretos de Familia    | Ganadora  |
| Premios de la Fundación "Vida para los Discapacitados"                      | 2022 | Mejor Actriz – Serie de Televisión         | Secretos de Familia    | Ganadora  |
| YTU Premios Estrellas del Año                                               | 2022 | Actriz de Cine más Admirada                | İnsanlar İkiye Ayrılır | Ganadora  |
| Premios Internacionales Crystal                                             | 2022 | Mejor Pareja– Serie de Televisión          | Secretos de Familia    | Ganadora  |
| Premios Honoríficos a la Trayectoria de la Istanbul Kültür University (IKU) | 2022 | Mejor Pareja– Serie de Televisión          | Secretos de Familia    | Ganadora  |
| Premios de redes sociales Universidad Técnica de Oriente Medio              | 2022 | Actriz con más Éxito                       | Secretos de Familia    | Ganadora  |
| Premios Dizilah Güzel                                                       | 2022 | Intérprete del año                         | Secretos de Familia    | Ganadora  |
| Premios Elle Estilo                                                         | 2022 | Actriz con Estilo del Año                  | Ella misma             | Ganadora  |
| Premios Face To Fast                                                        | 2022 | Mejor Pareja– Serie de Televisión          | Secretos de Familia    | Ganadora  |
| Premios Universidad de Galatasaray                                          | 2022 | Mejor Actriz – Series de Televisión o Cine | Secretos de Familia    | Ganadora  |
| Premios International Summit                                                | 2022 | Actriz del Año                             | Secretos de Familia    | Ganadora  |
| Premios Quality of Magazine                                                 | 2022 | Top Quality Actress                        | Secretos de Familia    | Ganadora  |
| Premios Turkey Crystal Ball                                                 | 2022 | Mejor Pareja– Serie de Televisión          | Secretos de Familia    | Ganadora  |
| Premios Universidad de Yeditepe Women in Business                           | 2022 | Mejor Mujer Trabajadora                    | Ella misma             | Ganadora  |
| Premios de la Universidad Técnica de Yıldız Estrellas del Año               | 2022 | Actriz más Querida del Año                 | Secretos de Familia    | Ganadora  |
| Premios MGD Golden Lens                                                     | 2022 | Actriz del Año                             | Secretos de Familia    | Ganadora  |
| Premios Golden Artemis del Festival Internacional de Cine de Izmir          | 2022 | Mejor Actriz – Cine                        | İnsanlar İkiye Ayrılır | Ganadora  |
| Premios Golden Butterfly                                                    | 2022 | Mejor Actriz del Año                       | Secretos de Familia    | Ganadora  |
| Premios Golden 61                                                           | 2023 | Mejor Actriz – Serie de Televisión         | Secretos de Familia    | Ganadora  |
| Premios de la Fundación "Vida para los Discapacitados"                      | 2023 | Mejor Actriz – Serie de Televisión         | Secretos de Familia    | Ganadora  |

## Vida personal
Deniz comenzó una relación con el actor turco Kaan Turgut en 2015. En 2017, la pareja anunció que se casarían pero se separaron en noviembre de 2017. En febrero de 2022, terminó su relación con Yiğit Kirazcı. Comenzó una relación con el actor turco Kaan Yıldırım en el 2022.